# Cladorrhinum bulbillosum
Cladorrhinum bulbillosum är en svampart som beskrevs av W. Gams & Mouch. 1993. Cladorrhinum bulbillosum ingår i släktet Cladorrhinum och familjen Lasiosphaeriaceae.   Inga underarter finns listade i Catalogue of Life.